# Пандакович, Анте
Анте Пандакович (хорв. Ante Pandaković; 1891, Загреб — 1968, там же) — югославский хорватский футболист и лыжник, спортивный функционер и один из пионеров таких видов спорта в Хорватии, как спортивный альпинизм, теннис и гребля.

## Биография
По образованию дипломированный юрист. Брат Мирко Пандаковича. С детства активно занимался лыжным спортом, сотрудничал с руководящими спортивными организациями. До Первой мировой войны вместе с братом они основали лыжную секцию Хорватского спортивного союза, а в 1907 году их усилиями был создан футбольный клуб «Виктория» в Загребе. В 1913 году Анте вместе с Рикардом Викертом и Иво Липовщаком организуют первые курсы хождения на лыжах в городе Мркопле. До Первой мировой Анте также сумел создать ряд секций лыжного спорта в разных городах Хорватии.
После войны Анте переключился на футбол, хотя параллельно развивал греблю и теннис в новообразованной Югославии. Он стал основателем и секретарём Югославского олимпийского комитета. 30 мая 1926 он возглавил футбольную сборную Югославии, которой руководил до 26 января 1930. Однако на первом чемпионате мира 1930 года ему так и не удалось поработать со сборной: 5 апреля 1930 Югославский футбольный союз заявил, что руководить сборной в следующем матче против Болгарии будет уже Бошко Симонович.
Выступлению сборной Югославии на чемпионате мира 1930 года посвящён фильм «Монтевидео, Бог с вами!», в котором роль Анте Пандаковича исполнил легендарный тренер Мирослав Блажевич.